# Судебная экспертиза
Экспертиза — слово латинского происхождения от «expertus», опытный, сведущий. В российском законодательстве этот термин закрепили только уголовно-процессуальные кодексы 1922 и 1923 годов, отказавшись от термина «сведущие лица», принятого судебными уставами Российской империи и ввели термин «эксперт».

«Судебная экспертиза — процессуальное действие, состоящее из проведения исследований и дачи заключения экспертом по вопросам, разрешение которых требует специальных знаний в области науки, техники, искусства или ремесла, и которые поставлены перед экспертом судом, судьёй, органом дознания, лицом, производящим дознание, следователем [или прокурором], в целях установления обстоятельств, подлежащих доказыванию по конкретному делу».
— Федеральный закон №-73 от 31 мая 2001 «О государственной судебно-экспертной деятельности в РФ»

## История экспертизы
Начиная со времён византийского императора Юстиниана (V—VI век) в законодательстве находило закрепление исследование почерка в судебных целях. В России уже в XV веке сравнение рукописей использовалось при установлении подлинности документов. Позднее, в своде законов Российской империи 1857 г., указывалось, что рассмотрение и сличение почерков производится по назначению суда, такое исследование поручалось секретарям присутственных мест, учителям чистописания или другим преподавателям.
В XVII веке изучением письма стали заниматься графологи, которые стремились установить по почерку характер человека, основателем графологии считается французский аббат Мишон. XIX-XX века отмечены трудами по графологии французских криминалистов А. Бертильона и Э. Локара. Отечественная доктрина того времени представлена Е. Ф. Буринским, который впервые обратил вниманием на взаимосвязь между физиологическими особенностями человека и его почерком. Расцвет судебного почерковедения приходится на 1970-1990-е XX века, тогда были предприняты удачные попытки установления пола, возраста, образования и даже роста исполнителя рукописи.
Первые сведения о применении медицинских знаний в судебном процессе относятся ко времени Гиппократа, жившего более 400 лет до н. э. В России официального становления судебной медицинской экспертизы считают 1716, когда Воинским уставом Петра I было предписано привлекать лекарей для исследования повреждений на одежде и теле пострадавшего.
В начале XIX века в России были созданы врачебные управы (в частности, в Москве — Медицинская контора, а в Санкт-Петербурге — Физикат).
На процесс судопроизводства в России и развитие судебных экспертиз существенное влияние оказала Судебная реформа 1864 года. Она регламентировала процесс предварительного расследования, получения и фиксации доказательств, обусловила необходимость более широкого использования научных познаний при рассмотрении уголовных и гражданских дел.
Устав Уголовного судопроизводства следующим образом определял положение экспертизы (ст. 112, 325): "Эксперты должны приглашаться в тех случаях, когда «…для точного уразумения встречающегося в деле обстоятельства необходимы специальные сведения или опытность в науке, искусстве, ремесле, промысле или каком-либо занятии….». В ст. 326 указывалось, что в качестве экспертов могли приглашаться «врачи, фармацевты, профессора, учителя, техники, художники, ремесленники, казначеи и лица, продолжительными занятиями по какой-либо службе или части приобретшие особую опытность» (Устав уголовного судопроизводства. В книге «Судебные уставы». СПб. В. Головин у Владимирской церкви. 1865 г.).
В начале XX века в России начали использовать в суде и дактилоскопическую экспертизу, в 1906 году была введена система учёта, и уже в 1912 г. В. И. Лебедевым была проведена первая дактилоскопическая экспертиза. За всем этим последовало создание сети экспертных учреждений и нормативная регламентация.
В российском законодательстве более-менее развёрнутые и систематизированные формулировки относительно регламентации экспертизы появились лишь в ХІХ ст.
Остановимся на анализе ст. 325 Устава уголовного судопроизводства 1864 г. (дальше — Устав). В ней отмечалось: «Знающие лица приглашаются в тех случаях, когда для точного выяснения обстоятельств, которые встречаются по делу, необходимы специальные сведения или опытность в науке, искусстве, ремесле, промысле или любом занятии». Статья была вмещена в подразделе «Осмотр и освидетельствование через знающие лица вообще» раздела «Осмотр и освидетельствование».
Похожая формулировка раньше приводилась в ст. 943 Свода законов Российской империи (в 1832 г.).
Необходимость предоставления экспертизе статуса средства доказывания была обусловлена интенсификацией процесса дифференциации знаний. В этом плане не потеряло актуальности высказывания В. Д. Спасовича. «Безграничное море знаний человеческих, — писал этот известный российский юрист, — и необходимое правильное разделение труда. Отдельная голова, отдельный ум не в состоянии вместить и тысячной части накопленного веками опыта. Каждая специальность доработалась до особых законов. Если случится, что суду или отдельному человеку необходимо будет обратиться к другой специальности, тогда вместо того, чтобы начать изучение этой специальности и, так сказать, ехать открывать Америку, можно прямо обратиться к специалисту из той или иной специальности и взять у него готовую формулу…».
В начале XX ст. в России начали создаваться учреждения и службы, предназначенные исключительно для проведения экспертиз. В 1912 г. в Киеве и в 1914 г. в Одессе были открытые кабинеты научно-судебной экспертизы. С созданием этих структур значительно активизировался процесс формирования судебно-экспертных отраслей знаний как специализированной научной базы экспертных исследований.
Приобрела актуальность и проблема совершенствования законодательной регламентации экспертизы.
Как уже отмечалось, в Уставе экспертиза рассматривалась как разновидность осмотра или освидетельствования. Вместе с тем теоретический вопрос о процессуальной природе экспертизы был тогда ещё остро дискуссионным. Конкурировало несколько концепций. Одни учёные рассматривали экспертизу как самостоятельный вид доказательств, другие — как разновидность показаний свидетеля или осмотра. Существовала также концепция, согласно с которой эксперт — это научный судья.
Со временем становилось всё более очевидным, что преимущество — за концепцию экспертизы как самостоятельного вида доказательств.
Неудачной была и терминология ст. 325 Устава. Термины «эксперт», «экспертиза» в нём не употреблялись. Однако в процессуальной литературе второй половины XIX века их уже широко использовали. Несколько архаичным стало выражение «знающее лицо» (росс. «сведущее лицо»). Непонятно было, что имеется в виду под специальными сведениями или опытностью в науке и других занятиях. Ведь если в науке есть специальные сведения, то должны быть и ещё какие-то. Появляется вопрос: какие именно и как их отличить от специальных?
В конце ХІХ и в начале XX ст. в России разрабатывались проекты совершенствования процессуального законодательства, в частности и в части, что касалась экспертизы. Однако они не были реализованы, и формулировка ст. 325 Устава просуществовала вплоть до октября 1917 г.
После октября 1917 года молодое советское государство получило возможность занять внутренними проблемами, а в частности, уголовным судопроизводством. С 1 марта 1919 г. в Москве при Центророзыске начал функционировать Кабинет судебной экспертизы. С учётом законодательства РСФСР на тот момент на Украине был разработан и введён в действие ряд кодексов. Проведена судебная реформа, были созданы прокуратура, адвокатура, нотариат. Принимались практические меры по совершенствованию, повышению качества расследования преступлений, в частности путём применения научно-технических средств. Уголовно-процессуальный кодекс УССР 1922 г. (ст. 62) прямо предусмотрел такой вид доказательств как заключение экспертов.
Законодательная регламентация судебных экспертиз и необходимость обеспечения производства их на надлежащем уровне требовали создание специализированных государственных научно-исследовательских учреждений. В этих условиях постановлением Совета Народных Комиссаров Украинской ССР от 10 июля 1923 года были учреждены в гг. Харькове, Киеве и Одессе областные кабинеты научно-судебной экспертизы и утверждено положение о них. Но первое положение о кабинетах научно-судебной экспертизы регулировало только ограниченный круг вопросов деятельности этих кабинетов.
Функциями кабинетов являлось только производство различного рода научно-технических исследований по судебным делам. В целях более полного правового регулирования деятельности этих учреждений Народный Комиссариат юстиции УССР 30 ноября 1923 г. утвердил инструкцию областным кабинетам научно-судебной экспертизы.
Для выполнения функций указанных в данной Инструкции в составе кабинетов были предусмотрены такие секции: химических и физико-химических исследований, судебно-медицинских, макро- и микроскопических исследований, идентификация личности (дактилоскопия, пороскопия, антропометрия и пр.). В 1923 г. Харьковскому кабинету также было разрешено организовывать также секцию по исследованию тела человека. Инструкция НКЮ УССР 1923 г., действовавшая почти 30 лет, сыграла значительную роль в развитии правового регулирования деятельности судебно-экспертных учреждений республики. Ряд её положений, оправдавших себя на практике, были восприняты в последующих нормативных актах.
25 апреля 1925 г. Совет Народных Комиссаров УССР утвердил новое Положение о кабинетах научно-судебной экспертизы, которое по сравнению с прежним Положением значительно расширяла их функции и внесло изменения в их структуру. Наряду с производством научно-технических исследований и экспертиз по судебным делам кабинеты должны были проводить научные работы и экспериментальные исследования по вопросам уголовной техники и методологии исследования преступлений и исследования личности преступника.
В 1925 г. в связи с тем, что функция кабинетов расширились, повысилась значимость выполняемой ими работы. Они были преобразованы в институт научно-судебной экспертизы. Деятельность институтов регулировалось Положением о судоустройстве УССР, утверждённым второй сессией ВУЦИК 23 октября 1925 г.
В структуру институтов были добавлены две новые секции: биологических исследований и криминально-психологических и психопатологических исследований.
Положение о судоустройстве УССР 1929 г. упразднило секции судебно-медицинских исследований, а также криминально-психологических и психопатологических исследований. Был определён профиль институтов, их функции и структура, которые сохранялись на протяжении более двадцати лет. В 1944 г. институты научно-судебной экспертизы были переименованы в научно-исследовательские институты судебной экспертизы.
Первое послевоенное Положение о научно-исследовательских институтах судебной экспертизы было утверждено Министерством юстиции УССР 27 декабря 1950 г.
Это положение расширяло функции институтов в области научно-исследовательской работы. Наряду с разработкой новых методов исследований вещественных доказательств и тактических вопросов, связанных с подготовкой и проведением экспертиз, оно вменяло в обязанности институтов разработку вопросов теории криминалистической экспертизы.
В 1952—1953 годах произошли изменения профиля экспертной деятельности институтов. Так, отделы биологических исследований прекратили производство экспертиз по исследованию крови, слюны, спермы и волос человека, а отделы химических исследований — внутренних органов человека на яды в связи с отнесением исследований этих объектов к компетенции учреждений судебно-медицинской экспертизы.
В 1960 году был принят новый Уголовно-процессуальный кодекс УССР, произошли изменения в деятельности судебно-экспертных учреждений. Учитывая это, министерство Юстиции УССР 7 марта 1962 г.утвердило новое Положение о научно-исследовательских учреждениях судебной экспертизы УССР.
В 1970 г. Государственным комитетом Совета Министров СССР по науке и технике было принято Общее положение о научно-исследовательских, конструкторских, проектно-конструкторских и технологических организациях, которое предусматривало индивидуализацию правового регулирования деятельности научно-исследовательских учреждений, в частности принятие уставов.
В связи с этим Министерство юстиции УССР с учётом Устава Всесоюзного НИИСЭ 3 декабря 1971 г. утвердило уставы Киевского и Харьковского НИИСЭ, определяющие задачи и формы деятельности институтов в настоящее время. Деятельность Одесской научно-исследовательской лаборатории судебной экспертизы регулируется отдельным положением, утверждаемым Министерством юстиции УССР.
Большое значение для совершенствования практики производства экспертиз в суде по уголовным делам имело постановление пленума Верховного Суда СССР от 1 марта 1971 г. «О судебной экспертизе по уголовным делам».
Впоследствии ещё было много предпринято мероприятий по усовершенствованию деятельности института судебной экспертизы, хотя законодатель и сталкивался с проблемами законодательного и нормативного регулирования, однако всё же судебная экспертиза, несмотря на все трудности, укрепляла свои позиции как необходимая база для получения специальных знаний в ходе расследования уголовного дела.

## 12 классов судебных экспертиз
Класс 1 Криминалистические:
а) автороведческая, баллистическая, почерковедческая, портретная, технико-криминалистическая экспертиза документов, экспертиза холодного оружия и трасологическая (объектом являются любые следы, которые необходимо исследовать, можно отнести экспертизу следов ног человека, исследование замков, пломб, следов орудий взлома и инструментов, исследование следов транспортных средств, экспертиза механических повреждений одежды и др.);
б) видеофонографическая (видеофоноскопическая, экспертиза видео- и звукозаписей), взрывотехническая, фототехническая, экспертиза восстановления уничтоженных маркировочных обозначений;
в) экспертиза объектов волокнистой породы, лакокрасочных материалов и покрытий, нефтепродуктов и горюче-смазочных материалов, стекла, металлов, сплавов, полимерных материалов, наркотических и психотропных веществ, спиртосодержащих жидкостей, парфюмерных и косметических средств.
Класс 2 Судебно-медицинские, судебно-психиатрические и психофизиологические:
судебно-медицинская экспертиза и исследование трупа, судебно-медицинская экспертиза и судебно-медицинское обследование потерпевших, обвиняемых и иных лиц, судебно-медицинская экспертиза и исследование вещественных доказательств (биологическая, химическая, цитологическая, генетическая, медико-криминалистическая экспертизы), судебно-медицинская экспертиза по материалам уголовных и гражданских дел, судебно-психиатрическая, судебно-психологическая, а также судебная психолого-психиатрическая и судебная медико-социальная экспертизы.
Класс 3 Судебные инженерно-технические: пожарно-техническая, строительно-техническая, землеустроительная, электротехническая, компьютерно-техническая, экспертиза электробытовой техники и экспертиза по технике безопасности.
Класс 4 Судебные инженерно-транспортные:
автотехническая, авиационно-техническая, железнодорожно-техническая, иные.
Класс 5 Судебные инженерно-технологические: технологическая и товароведческая.
Класс 6 Судебные экономические: бухгалтерская, финансово-экономическая, инженерно-экономическая.
Класс 7 Судебно-биологические: ботаническая, зоологическая, микробиологическая, энтомологическая, ихтиологическая, орнитологическая, запаховых следов (одорологическая).
Класс 8 Судебно-почвоведческие: минералогическая и почвоведческая.
Класс 9 Сельскохозяйственные: агробиологическая, агротехническая, зооветеринарная, ветеринарно-токсикологическая.
Класс 10 Судебно-экологические: экспертиза экологии и экологии среды биоценоза.
Класс 11 Экспертиза пищевых продуктов.
 Класс 12 Искусствоведческие экспертизы.
В последнее время наблюдается тенденция не разделять экспертизы на классы. Это объясняется тем, что наука не стоит на месте, появляются новые методы исследований, новые виды экспертиз, и поэтому достаточно сложно относить те или иные виды экспертиз к определённому классу. Так, существует понятие «традиционная криминалистическая экспертиза». Что понимать под словом традиционная? Например, о компьютерно-технической экспертизе лет 15-20 назад и речи не могло быть, а сегодня она является достаточно распространённой и, можно сказать, стала традиционной.
Помимо данной классификации следует упомянуть о делении экспертиз на первичные, дополнительные и повторные.
Первичная экспертиза — экспертиза проводится первый раз для выяснения обстоятельств и фактов, необходимых для расследования дела, а также принятия правильного судебного решения, поскольку заключение эксперта по действующему законодательству является доказательством по делу.
В случае недостаточной ясности или неполноты заключения эксперта суд может назначить дополнительную экспертизу, причём эта экспертиза может быть поручена как тому же, так и другому эксперту.
Повторная экспертиза назначается в случае возникновения сомнений в обоснованности заключения эксперта или наличия противоречий в выводах эксперта или экспертов — по тем же вопросам. Производство её в любом случае поручается другому эксперту (другим экспертам).

## Экспертизы в судебном процессе
Первичная — впервые производимая экспертиза, если на досудебном этапе вещественные и иные доказательства экспертному исследованию не подвергались.
Дополнительная — экспертиза, назначаемая в случаях недостаточной ясности или неполноты заключения эксперта, а также при необходимости исследования новых объектов и/или получения ответов на дополнительные вопросы. Поручается тому же или иному эксперту (экспертам).
Повторная экспертиза может быть назначена в случае наличия сомнений в правильности или обоснованности экспертного заключения, а также в случае существования противоречий между несколькими экспертными заключениями. Производство повторной экспертизы в любом случае поручается другому эксперту или группе экспертов.
Комплексная экспертиза назначается судом, если для установления обстоятельств, имеющих значение для данного дела необходимо одновременное проведение исследований с использованием различных областей знания или различных научных направлений в пределах одной области знания. Такая экспертиза поручается нескольким экспертам, которые впоследствии формулируют общий вывод на основании проведённых исследований (если есть специалисты, не согласные с общими выводами, то они подписывают только свою исследовательскую часть заключения). Вопрос о возможности назначения комплексной экспертизы одному эксперту, являющемуся специалистом в нескольким областях (направлениях), в настоящее время является дискуссионным.
Комиссионная экспертиза назначается группе (комиссии) экспертов — специалистов в одной и той же области знаний. По результатам проведённых исследований они формулируют общее заключение.